# 고흥 상림리 삼층석탑
고흥 상림리 삼층석탑(高興 上林里 三層石塔)은 대한민국 전라남도 고흥군 풍양면, 풍양면사무소에 자리하고 있는 삼층석탑이다. 높이가 232cm이며, 화강암으로 만들어졌다. 기단에 새긴 기록을 통해 고려 현종 12년(1021)에 세웠음을 알 수 있어, 고려시대 초기 석탑 양식 연구에 소중한 자료가 되고 있다. 1992년 3월 9일 전라남도의 문화재자료 제184호로 지정되었다.

## 내력
이 석탑은 원래 현재 위치인 풍양면사무소에서 약 2~3km 떨어져 있는 풍양면 상림리 577번지 내의 야산에 있었다. 일제강점기 말기에 지금 자리로 이전해 온 것으로 전해진다. 이전할 당시에 완형이었는지 알 수 없으나 이전된 상태는 1~3층의 몸체와 상륜부가 완전히 유실된 상태였으며 다만 기단부와 1 ~ 3층의 지붕돌만 남아 있었다. 1990년 몸돌과 머리장식을 새로이 만들어 복원해 놓았다.

## 생김새
탑의 구조는 수매의 판석을 짜 맞추어 지대석을 삼고 그 위로 높직한 2단 각형으로 된 하대지석을 올려 놓았는데 1매 판석이다. 기단부 중석은 4매의 판석으로 결구하였는데, 전후면은 끼워 넣는 식이고 좌우로는 벽판석으로 하였다. 이 벽판석으로 된 면석에 명문이 음각되어 있다.
天禧五年 辛酉十一月(천희오년 신유십일월) 日(일) … 同心同原爲聖壽天長國泰民安法輪常轉(동심동원위성수천장국태민안법륜상전) 石塔(석탑) 棟樑(동량)

갑석은 1매 판석인데 하면은 부연없이 수평이고 상면은 중앙에 16엽의 아래로 향한 연꽃을 조식하였으나 매우 형식화되었다.
새로 만든 탑신의 세 몸돌은 각각 네 모서리마다 기둥 모양을 본 떠 새겼다. 2~3층으로 올라가면서 체감되었으나 1층 몸체가 다소 균형을 잃고 있다.
매우 얇아 보이는 지붕돌은 밑면에 4단씩의 받침을 두었으며, 처마는 가운데에서 직선을 그리다 양끝에서 살짝 들려 있다. 특히 처마 아래로는 물 흐름을 끊는 홈을 파두어 이끼가 끼는 것을 막고자 하였는데 보기 드문 기법이다.
상륜부는 노반·복발·앙화·보주가 연결되어 있다.